# Оберкурцхайм
Оберкурцхайм (нем. Oberkurzheim) — коммуна (нем. Gemeinde) в Австрии, в федеральной земле Штирия. 
Входит в состав округа Юденбург.  Население составляет 764 человека (на 31 декабря 2005 года). Занимает площадь 29,15 км². Официальный код  —  6 08 11.

## Политическая ситуация
Бургомистр коммуны — Вольфганг Эффль (АНП) по результатам выборов 2005 года.
Совет представителей коммуны (нем. Gemeinderat) состоит из 9 мест.
- АНП занимает 6 мест.
- СДПА занимает 3 места.